# Mirciovți, Veliko Tărnovo
Mirciovți (în bulgară Мирчовци) este un sat în comuna Elena, regiunea Veliko Tărnovo,  Bulgaria. 

## Demografie
Componența etnică a satului Mirciovți
     Nicio identificare (100%)
     Altele (0%)
La recensământul din 2011, populația satului Mirciovți era de 2 locuitori. . Pentru 100,0% din locuitori nu este cunoscută apartenența etnică.